# Paliguana
Paliguana whitei
Genre
Espèce
Paliguana est un genre éteint de sauropsides diapsides de l'infra-classe des Lepidosauromorpha et de l'ordre des Eolacertilia. Il vécut durant le Trias inférieur en Afrique du sud, il y a environ entre 252 et 247 Ma (millions d'années).
Une seule espèce est rattachée au genre : Paliguana whitei.